# Campeonato Gaúcho de Rugby

O Campeonato Gaúcho de Rugby, também conhecido como Gaúchão de Rugby, é um torneio disputado anualmente por times do estado do Rio Grande do Sul. O vencedor do campeonato tem direito de disputar a Copa do Brasil de Rugby.

## História
O Campeonato Gaúcho de Rugby foi criado em julho de 2006 pelo Grupo de Desenvolvimento do Rugby/RS. Em 2006 e 2007 o campeonato foi realizado em formato de circuito, composto de quatro etapas mensais, com duração de um dia cada, com alternância de local entre a região serrana e a metropolitana, na modalidade Rugby Sevens (7 jogadores por time), essa variação é muito popular na Europa e na Oceania, bastante usado para promover o esporte. Em 2008, o modelo adotado foi o Rugby Ten (10 jogadores por time) por causa da grande evolução dos times no estado. No ano de 2009 em diante, as competições do gaúchão de rugby são disputadas no modelo Rugby Union (15 jogadores por time). Em 2010 a competição passou a ser regida pela Federação Gaúcha de Rugby.

## Edições
| Ano  | Campeão                  | Vice                 | 3º Lugar                       | Equipes participantes |
| ---- | ------------------------ | -------------------- | ------------------------------ | --------------------- |
| 2006 | Charrua (1)              | Guará                | Lanceiros Negros               | 8                     |
| 2007 | Charrua (2)              | Guaíba               | Guará                          | 5                     |
| 2008 | San Diego Rugby Club (1) | Charrua              | Farrapos                       | 12                    |
| 2009 | San Diego Rugby Club (2) | Charrua              | Farrapos                       | 6                     |
| 2010 | Farrapos (1)             | Charrua              | San Diego Rugby Club           | 6                     |
| 2011 | Farrapos (2)             | San Diego Rugby Club | [[Charrua Rugby Clube\|Charrua | 6                     |
| 2012 | Farrapos (3)             | Charrua              | San Diego Rugby Club           | 5                     |
| 2013 | Farrapos (4)             | Charrua              | San Diego Rugby Club           | 5                     |
| 2014 | Farrapos (5)             | Serra                | San Diego Rugby Club           | 6                     |
| 2015 | Farrapos (6)             | Charrua              | Serra                          | 6                     |
| 2016 | Farrapos (7)             | San Diego Rugby Club | Charrua                        | 6                     |
| 2017 | Farrapos (8)             | San Diego Rugby Club | 6                              |                       |
| 2018 | Farrapos (9)             | Charrua              | 7                              |                       |

## Equipes que participaram
| Equipe                                          | Fundação   | Cidade          | Participações  |
| ----------------------------------------------- | ---------- | --------------- | -------------- |
| Antiqua Rugby Clube                             | 14/07/2007 | Pelotas         | 2 (2008, 2011) |
| Associação Pampas Rugby (Unisinos)              | 07/04/2008 | São Leopoldo    | 1 (2008)       |
| Brummers Rugby                                  | 06/10/2007 | Novo Hamburgo   | 10 (2008-2017) |
| Centauros Rugby Clube                           | 03/04/2011 | Estrela         | 3 (2014-2016)  |
| Charrua Rugby Clube                             | 02/06/2001 | Porto Alegre    | 12 (2006-2017) |
| Farrapos Rugby Clube                            | 01/11/2007 | Bento Gonçalves | 10 (2008-2017) |
| Guará Rugby Clube                               | 22/02/2003 | Canela          | 3 (2006-2008)  |
| Guaíba Rugby Clube                              | 30/04/2006 | Guaíba          | 4 (2006-2009)  |
| Lanceiros Negros Rugby Clube                    | 06/01/2006 | Canoas          | 3 (2006-2008)  |
| Osório Rugby Clube (antigo Minuano Rugby Clube) | 18/12/2007 | Osório          | 1 (2008)       |
| San Diego Rugby Club                            | 03/03/2006 | Porto Alegre    | 10 (2008-2017) |
| SC Rugby                                        | 15/02/2017 | Caxias do Sul   | 1 (2017)       |
| Serra Rugby Clube                               | 07/04/2006 | Caxias do Sul   | 11 (2006-2016) |
| Universitário Rugby Santa Maria                 | 08/05/2009 | Santa Maria     | 2 (2008, 2017) |

* Equipes mistas de cidades e clubes diferente, combinado de alunos ou segunda representação de um clube no mesmo campeonato como  Alunos do IPA, Alunos da PUCRS, Veteranos do Charrua, San Diego B, não constam na lista.

## Resultados

### Tabela - 2009/2017 (jogos de XV)
| Classif | Clube                           | Partic | Pts | J  | V  | E | D  | PF   | PC   | Saldo  | PO | PD | MPF   | MPC   | Aproveit |
| 1º      | Farrapos                        | 9      | 313 | 68 | 65 | 1 | 2  | 3296 | 497  | 2799   | 51 | 0  | 48,47 | 7,31  | 92,06%   |
| 2º      | Charrua                         | 9      | 211 | 68 | 42 | 2 | 24 | 1759 | 886  | 873    | 22 | 11 | 25,87 | 13,31 | 62,06%   |
| 3º      | San Diego Rugby Club            | 9      | 192 | 67 | 38 | 1 | 28 | 1771 | 1073 | 698    | 25 | 8  | 26,43 | 16,01 | 57,31%   |
| 4º      | Serra                           | 8      | 98  | 54 | 18 | 4 | 32 | 926  | 1517 | - 591  | 13 | 5  | 17,15 | 28,09 | 36,30%   |
| 5º      | Brummers                        | 9      | 61  | 65 | 11 | 3 | 51 | 653  | 2538 | - 1885 | 7  | 4  | 10,05 | 39,05 | 18,77%   |
| 6º      | SC Rugby                        | 1      | 15  | 7  | 3  | 0 | 4  | 130  | 299  | - 169  | 2  | 1  | 18,57 | 42,71 | 42,86%   |
| 7º      | Centauros                       | 3      | 13  | 27 | 3  | 0 | 24 | 213  | 1149 | - 936  | 1  | 0  | 7,89  | 42,56 | 9,63%    |
| 8º      | Guaíba                          | 1      | 6   | 5  | 1  | 1 | 3  | 31   | 150  | - 119  | 0  | 0  | 6,20  | 30,00 | 24,00%   |
| 9º      | Universitário Rugby Santa Maria | 1      | 2   | 5  | 0  | 0 | 5  | 63   | 205  | - 142  | 0  | 2  | 12,60 | 41,00 | 8,00%    |
| 10º     | San Diego B                     | 1      | 0   | 5  | 0  | 0 | 5  | 15   | 217  | - 202  | 0  | 0  | 3,00  | 43,40 | 0,00%    |
| 11º     | Antíqua                         | 1      | 0   | 5  | 0  | 0 | 5  | 23   | 349  | - 326  | 0  | 0  | 4,60  | 69,80 | 0,00%    |
| ------- | ------------------------------- | ------ | --- | -- | -- | - | -- | ---- | ---- | ------ | -- | -- | ----- | ----- | -------- |

- Farrapos fez 37,1% de todos os pontos marcados em nove temporadas;
- Brummers (antigo Novo Hamburgo) sofreu 28,6% do total de pontos em nove temporadas;
- SC Rugby nasceu da FUSÃO entre Serra e Walkirians (clube de Caxias do Sul que disputaria a 1ª divisão em 2017);
- Farrapos terminou a temporada de 2017 invicto desde 2009 (são 65 jogos sem derrotas);
- De 2009 até 2017 foram marcados 8880 pontos em 188 jogos, uma média de 47,23 pontos por partida;
- Em 2010 o San Diego jogou o campeonato com duas equipes, a principal e o San Diego B;

## Rankings

### Classificação Final (2006/2017)
| Clube            | Campeão         | Vice                           | Terceiro              |
| Farrapos         | 8 (2010 a 2017) | 0                              | 2 (2008-09)           |
| Charrua          | 2 (2006-07)     | 6 (2008 a 2010, 2012-13, 2015) | 2 (2011, 2016)        |
| San Diego        | 2 (2008-09)     | 3 (2011, 2016-17)              | 4 (2010, 2012 a 2014) |
| Guará            | 0               | 1 (2006)                       | 1 (2007)              |
| Serra            | 0               | 1 (2014)                       | 1 (2015)              |
| Guaíba           | 0               | 1 (2007)                       | 0                     |
| Lanceiros Negros | 0               | 0                              | 1 (2006)              |
| SC Rugby         | 0               | 0                              | 1 (2017)              |
| ---------------- | --------------- | ------------------------------ | --------------------- |

## CONFRONTOS DIRETOS (entre os campeões)
| Clubes   | J  | V  | E | D  | PF  | PC  |
| Farrapos | 15 | 13 | 1 | 1  | 362 | 175 |
| Charrua  | 15 | 1  | 1 | 13 | 175 | 362 |
| -------- | -- | -- | - | -- | --- | --- |

Maior Placar: Farrapos 52 - 7 Charrua
| Clubes    | J  | V  | E | D  | PF  | PC  |
| Farrapos  | 15 | 14 | 0 | 1  | 569 | 128 |
| San Diego | 15 | 1  | 0 | 14 | 128 | 569 |
| --------- | -- | -- | - | -- | --- | --- |

Maior Placar: Farrapos 70 - 0 San Diego
| Clubes    | J  | V  | E | D  | PF  | PC  |
| Charrua   | 17 | 10 | 0 | 7  | 220 | 243 |
| San Diego | 17 | 7  | 0 | 10 | 243 | 220 |
| --------- | -- | -- | - | -- | --- | --- |

Maior Placar: San Diego 50 - 5 Charrua

## Placares (mais de 80 pontos de diferença)
1 Farrapos 114 - 3 SC Rugby, em 3 de junho de 2017;
2 Antíqua 0 - 111 Farrapos, em 15 de maio de 2011;
3 San Diego 104 - 0 Centauros, em 7 de maio de 2016;
4 Farrapos 103 - 0 Brummers, em 12 de março de 2016;
5 Farrapos 104 -3 Centauros, em 15 de março de 2014;
6 Serra 3 - 99 Farrapos, em 23 de março de 2013;
7 Farrapos 88 - 0 URSM, em 11 de março de 2017;
8 Farrapos 94 - 7 Serra, em 24 de maio de 2014;
9 Brummers 0 - 85 San Diego, em 30 de abril de 2011;
10 Serra 3 - 86 San Diego, em 3 de abril de 2011;
11 Brummers 0 - 81 San Diego, em 7 de junho de 2009;
12 Farrapos 83 - 3 Brummers, em 27 de março de 2010;

## Empates
Em nove temporadas de campeonato gaúcho de rugby XV foram apenas SEIS empates. A equipe que mais empatou foi o Serra, quatro jogos, seguida pelo Brummers, três, e pelo Charrua, dois. As demais equipes que empataram foram Guaíba, San Diego e Farrapos, com um resultado igual cada.
17 de maio de 2009, Serra 14 - 14 Guaíba;
14 de maio de 2011, Serra 10 - 10 Brummers;
06 de Abril de 2013, Serra 19 - 19 Brummers;
17 de maio de 2014, Brummers 12 - 12 Charrua;
28 de março de 2015, San Diego 13 -13 Serra;
23 de maio de 2015, Farrapos 20 - 20 Charrua;